# Социальное проектирование
Социа́льный прое́кт — сконструированное инициатором проекта нововведение, целью которого является создание, модернизация или поддержание в изменившейся среде материальной или духовной ценности, которое имеет пространственно-временные и ресурсные границы, воздействие которого на людей считается положительным по своему социальному значению.
Субъекты социального проектирования: отдельные личности, организации, трудовые коллективы, социальные институты, специально созданные проектные группы. Неотъемлемая черта субъекта проектирования — его социальная активность.
Объекты социального проектирования:
- человек как индивид общества со своими потребностями, интересами, ценностными ориентациями, установками, социальным статусом, ролями в системе отношений;
- разнообразные элементы и подсистемы социальной структуры общества (социальные группы, трудовые коллективы);
- разнообразные общественные отношения (управленческие, нравственные, политические, идеологические, семейно-бытовые, межличностные, эстетические).

Современное социальное проектирование — это один из самых эффективных способов развития гражданского общества.
Участие населения в выработке и принятии решения по проектам, их корректировке, в недопущении произвольных социальных решений представителей власти или частных лиц — одно из фундаментальных основ практики социального проектирования во многих странах.
Включение общества в разных формах в процессы разработки и реализации социальных проектов значительно повышает гражданскую активность населения.

## Виды социальных проектов
По целевому направлению актуальному для социальных групп населения. Параметры качества жизни
1. Экология
2. Медицина. Здоровье
3. Жилье
4. Работа 
5. Безопасность
6. Транспорт
7. Дети
8. Сервис жизнедеятельности
9. Климат
10. Социальная адаптация
11. Образование
12. Спорт
13. Питание
14. Досуг
15. Творчество
16. Финансы
17. Духовное просвещение   
18. Инклюзия   

### По ожидаемому результату от реализации социальных проектов
1. По урегулированию межнациональной вражды
2. По предотвращению гуманитарных катастроф
3. По социальной адаптации населения к изменениям внешних условий выживания
4. По улучшению условий проживания социально-ответственных и незащищенных  групп населения

### По направлению деятельности
1. Исторические
2. Национальные традиции и культура
3. Улучшение качества жизни людей
4. Повышение уровня квалификации
5. Адаптация и выживание населения в современном мире
6. Для развития экономики страны
7. Для развития научно-технической деятельности

### По особенностям финансирования
1. Прямое финансирование частными компаниями социально ответственного бизнеса различного масштаба
2. Частно-государственное социальное партнерство
3. Международная безвозвратная материальная помощь в социальные проекты
4. Государственное бюджетное финансирование социальных проектов
5. Пожертвования волонтерских организаций для реализации социальных проектов
6. Возвратная кредитная материальная помощь в социальные проекты

По социально незащищенному населению
1. Население потерпевшее бедствия от техногенных и антропогенных катастроф
2. Население как беженцы из зон боевых действий
3. Сироты разных вековых групп
4. Инвалиды разных вековых групп и восприятия внешней среды
5. Многодетные семьи
6. Пенсионеры и одинокие пожилые люди
7. Незащищенное население любой страны на пороге бедности
8. Голодающее население

### По административно-территориальному делению мест проживания
1. Отдельных представителей общин как граждан страны
2. Сельских местных общин
3. Городских местных общин
4. Районных местных общин
5. Региональные проекты
6. Национальные проекты
7. Международные проекты

### По необходимым срокам реализации
1. Крайне необходимые. В настоящее время. Онлайн.
2. Мгновенные (1 - 4 недель).
3. Краткосрочные (1 - 6 месяцев).
4. Среднесрочные (0,5-1 лет).
5. Долгосрочные (1-5 лет).
6. Постоянные.